# Кайт, Джим
Джеймс Джи Кайт (англ. James G. Kyte; род. 21 марта 1964, Оттава, Онтарио, Канада) — бывший профессиональный канадский хоккеист. Кайт вошёл в историю, став первым (и на сегодняшний день единственным) хоккеистом с нарушением слуха в Национальной хоккейной лиге, в которой провёл 598 игр. Его отец — бывшая спортивная университетская звезда Джон Кайт, имеющий звание лучшего спортсмена пятидесятилетия Университета Святого Франциска Ксаверия. Брат Джима — Эйнсли Кайт, бывший член сборной Канады по лёгкой атлетике.

## Биография
Джим является примером и вдохновением для глухих и слабослышащих хоккеистов, Кайт был единственным игроком, который носил слуховой аппарат во время игр. Стал первым игроком с нарушением слуха в истории, которому официально разрешили играть на профессиональном уровне. Чтобы защитить свои слуховые аппараты, Кайт использовал специально разработанный шлем, который имел закрылки, закрывающие центр уха. При рождении Кайт имел полный слух, но уже к трём годам врачи обнаружили, что он родился с наследственной болезнью слуха, которая вызвала дегенерацию аудио нерва. На протяжении всей своей карьеры Кайт был очень активен в благотворительных акциях, связанных с потерей слуха. Кайт выучил жестовый язык, для того что бы заниматься с глухими и слабослышащими детьми в хоккейной школе, организованной Стэном Микита в Чикаго. Во время своей игровой карьеры, он стал одним из основателей Канадской хоккейной ассоциации для людей с нарушениями слуха, хоккейной школы для глухих, оглушённых и слабослышащих в Торонто, а вскоре после этого открыл Хоккейную школу Джима Кайта для слабослышащих. Он и его семья посвятили огромное количество своего времени, средств и сил, что бы в течение восьми лет открыть хоккейные школы для глухих, оглушённых и слабослышащих детей в Торонто, Виннипеге и Оттаве.
Джим дебютировал в 1981 году в Хоккейной лиге Онтарио за «Корнуэлл Ройалз», проведя в клубе два сезона, за которые успел сыграть 117 матчей, набрав в них 53 очка (10+43), а так же 13 матчей в плей-офф с двумя голевыми передачами.
В 1982 году Кайт был выбран в 1-м раунде драфта НХЛ под общим 12-м номером клубом «Виннипег Джетс». В своём дебютном сезоне Джим провёл 2 игры за «Лётчиков», не набрав очков. В сезонах 1984/85 и 1986/87 доходил вместе с командой до финала дивизиона, где «Виннипег» оба раза уступил «Эдмонтон Ойлерз». Кроме «Джетс», где он провёл 7 сезонов, в НХЛ Кайт так же выступал за «Питтсбург Пингвинз», «Калгари Флэймз», «Оттава Сенаторз» и «Сан-Хосе Шаркс». Самыми удачными сезонами в лиге для него можно считать 1986/87 (наибольшее количество шайб в регулярном сезоне — 5, а также лучшие показатели в плей-офф за карьеру) и 1988/89 (наибольшее количество матчей — 74, передач — 9 и очков — 12, а так же штрафных минут — 190).
Кроме ОХЛ и НХЛ так же провёл 5 сезонов в ИХЛ (258 матчей, 57 очков в регулярном сезоне и 7 матчей, 1 очко в плей-офф) и один в АХЛ (63 матча, 24 очка).

## Статистика
| 1981/82     | Корнуэлл Ройалз       | ОХЛ         | 52  | 4  | 13 | 17 | 148  | 5  | 0 | 0 | 0 | 10 |
| 1982/83     | Виннипег Джетс        | НХЛ         | 2   | 0  | 0  | 0  | 0    | —  | — | — | — | —  |
| 1982/83     | Корнуэлл Ройалз       | ОХЛ         | 65  | 6  | 30 | 36 | 195  | 8  | 0 | 2 | 2 | 24 |
| 1983/84     | Виннипег Джетс        | НХЛ         | 58  | 1  | 2  | 3  | 55   | 3  | 0 | 0 | 0 | 11 |
| 1984/85     | Виннипег Джетс        | НХЛ         | 71  | 0  | 3  | 3  | 111  | 8  | 0 | 0 | 0 | 14 |
| 1985/86     | Виннипег Джетс        | НХЛ         | 71  | 1  | 3  | 4  | 126  | 3  | 0 | 0 | 0 | 12 |
| 1986/87     | Виннипег Джетс        | НХЛ         | 72  | 5  | 5  | 10 | 162  | 10 | 0 | 4 | 4 | 36 |
| 1987/88     | Виннипег Джетс        | НХЛ         | 51  | 1  | 3  | 4  | 128  | —  | — | — | — | —  |
| 1988/89     | Виннипег Джетс        | НХЛ         | 74  | 3  | 9  | 12 | 190  | —  | — | — | — | —  |
| 1989/90     | Питтсбург Пингвинз    | НХЛ         | 56  | 3  | 1  | 4  | 125  | —  | — | — | — | —  |
| 1990/91     | Калгари Флэймз        | НХЛ         | 42  | 0  | 9  | 9  | 153  | 7  | 0 | 0 | 0 | 7  |
| 1990/91     | Питтсбург Пингвинз    | НХЛ         | 1   | 0  | 0  | 0  | 2    | —  | — | — | — | —  |
| 1990/91     | Маскигон Ламберджекс  | ИХЛ         | 25  | 2  | 5  | 7  | 157  | —  | — | — | — | —  |
| 1991/92     | Калгари Флэймз        | НХЛ         | 21  | 0  | 1  | 1  | 107  | —  | — | — | — | —  |
| 1991/92     | Солт-Лейк Голден Иглз | ИХЛ         | 6   | 0  | 1  | 1  | 9    | —  | — | — | — | —  |
| 1992/93     | Нью-Хейвен Сенаторз   | АХЛ         | 63  | 6  | 18 | 24 | 163  | —  | — | — | — | —  |
| 1992/93     | Оттава Сенаторз       | НХЛ         | 4   | 0  | 1  | 1  | 4    | —  | — | — | — | —  |
| 1993/94     | Лас-Вегас Тандер      | ИХЛ         | 75  | 2  | 16 | 18 | 246  | 4  | 0 | 1 | 1 | 51 |
| 1994/95     | Сан-Хосе Шаркс        | НХЛ         | 18  | 2  | 5  | 7  | 33   | 11 | 0 | 2 | 2 | 14 |
| 1994/95     | Лас-Вегас Тандер      | ИХЛ         | 76  | 3  | 17 | 20 | 195  | —  | — | — | — | —  |
| 1995/96     | Сан-Хосе Шаркс        | НХЛ         | 57  | 1  | 7  | 8  | 146  | —  | — | — | — | —  |
| 1996/97     | Канзас-Сити Блэйдз    | ИХЛ         | 76  | 3  | 8  | 11 | 259  | 3  | 0 | 0 | 0 | 2  |
| Всего в НХЛ | Всего в НХЛ           | Всего в НХЛ | 598 | 17 | 49 | 66 | 1342 | 42 | 0 | 6 | 6 | 94 |